# Tron Lightcycle Power Run
Tron Lightcycle Power Run (em chinês:  创极速光轮, também conhecida como TRON Lightcycle / Run) é uma montanha-russa semi-fechada de motocicleta que se encontra na Disneylândia de Xangai e no Magic Kingdom do Walt Disney World Resort. Inspirada no filme Tron: O Legado, a atração oferece aos visitantes a oportunidade de andar em uma moto de luz num percurso que se assemelha à Grade, mundo eletrônico onde se passa o filme. No caminho, são tocadas músicas da trilha sonora do longa-metragem, composta por Daft Punk e orquestrada por Joseph Trapanese.

## História

### Disneylândia de Xangai
O parque de diversões chinês começou a ser construído em 8 de abril de 2011 já tendo a montanha-russa como futura atração para, assim, atender ao gosto dos chineses, com a construção dela começando dois anos depois, em outubro de 2013, data em que sua primeira coluna de aço foi fincada. Em maio de 2016, tanto a Disneylândia quanto Tron Lightcycle Power Run começaram a operar em um período de testes, com a inauguração do parque e abertura da atração ocorrendo em 16 de junho do mesmo ano. No início da operação experimental e logo após sua inauguração, a instalação apresentou problemas de funcionamento que foram brevemente consertados. Um ano após a Disneylândia de Xangai começar a operar abertamente, estatísticas foram divulgadas mostrando que a montanha-russa baseada em Tron: O Legado foi a atração mais popular do parque, embora muitos chineses tenham escolhido só ficarem a olhando de longe devido a falta de costume da população à velocidade que as motos de luz atingem.

### Walt Disney World
Em abril de 2017, um rumor dava conta que Tron Lightcycle Power Run poderia ser construída no Magic Kingdom perto da montanha-russa Space Mountain, em Tomorrowland, e abriria para o público em 2021, ano em que o parque comemoraria seu 50º aniversário. No dia 15 de julho, durante a D23 Expo de 2017, esse rumor foi revelado verdadeiro e foi anunciado que a montanha-russa teria as mesmas características de sua versão chinesa. Quatro meses depois, em novembro, um alvará de construção mostrou que a atração ficaria ao norte de Space Mountain.
Devido à pandemia de COVID-19, não foi possível inaugurar TRON Lightcycle / Run - nome oficial dado ao brinquedo de diversão dos Estados Unidos - no outono de 2021 para comemorar os 50 anos do parque. Em setembro de 2022, foi anunciado na D23 Expo que a montanha-russa iria abrir na primavera do ano seguinte para comemorar o centésimo aniversário da Disney. Em janeiro de 2023, foi revelado que a nova atração do Magic Kingdom iria ser inaugurada oficialmente no dia 4 de abril do mesmo ano, com testes ocorrendo entre fevereiro e março. A inauguração ocorreu no dia previsto.

## Projeto
Em ambos os parques, a pista da atração fica sob uma cúpula cuja iluminação fica mudando de cor. O trajeto tem 966 metros, dos quais 756 metros estão localizados em ambiente fechado e 210 metros ao ar livre, com velocidades superiores a 95 km/h sendo alcançadas - fazendo desta a montanha-russa mais veloz da Disney. Os veículos se assemelham às motos de luz que aparecem em Tron: O Legado, com assentos em que duas motos ficam lado a lado. Quando a bordo, o passageiro se inclina e agarra uma espécie de guidom, enquanto que suas pernas ficam fixadas na parte de trás. Um encosto cai sob a pessoa inclinada, fixando-a ao assento. A altura mínima exigida é de 1,22 metro.

## Galeria

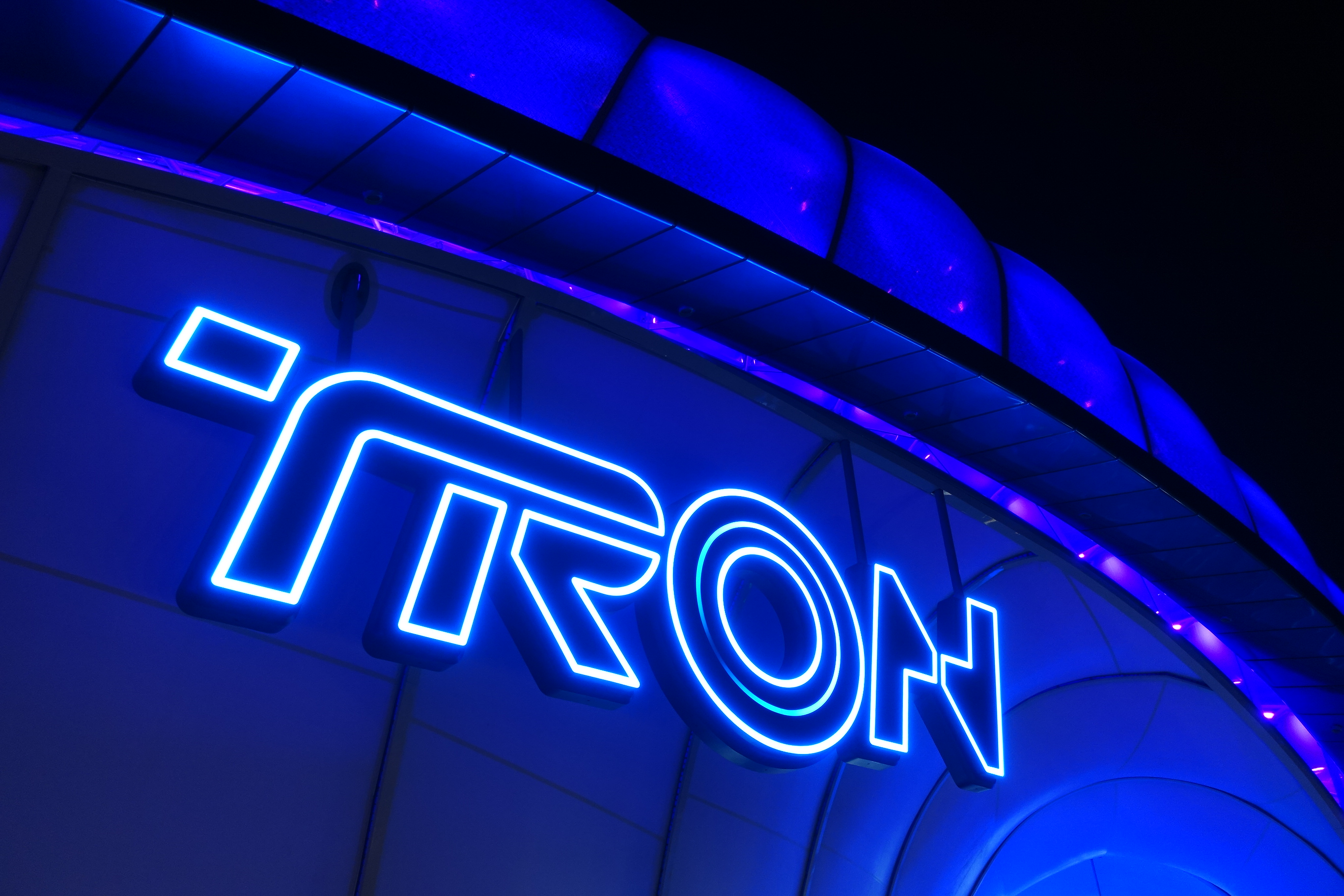
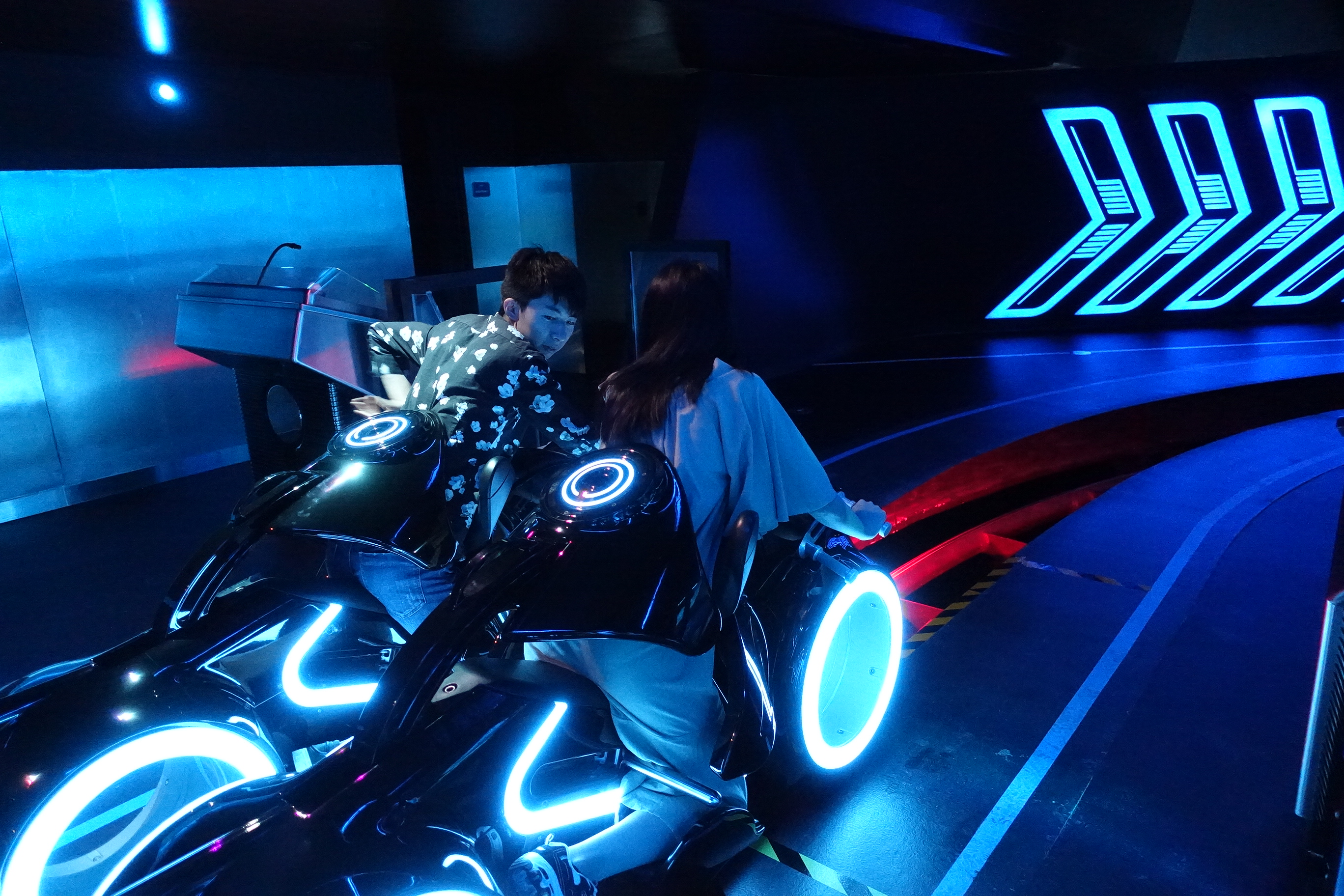
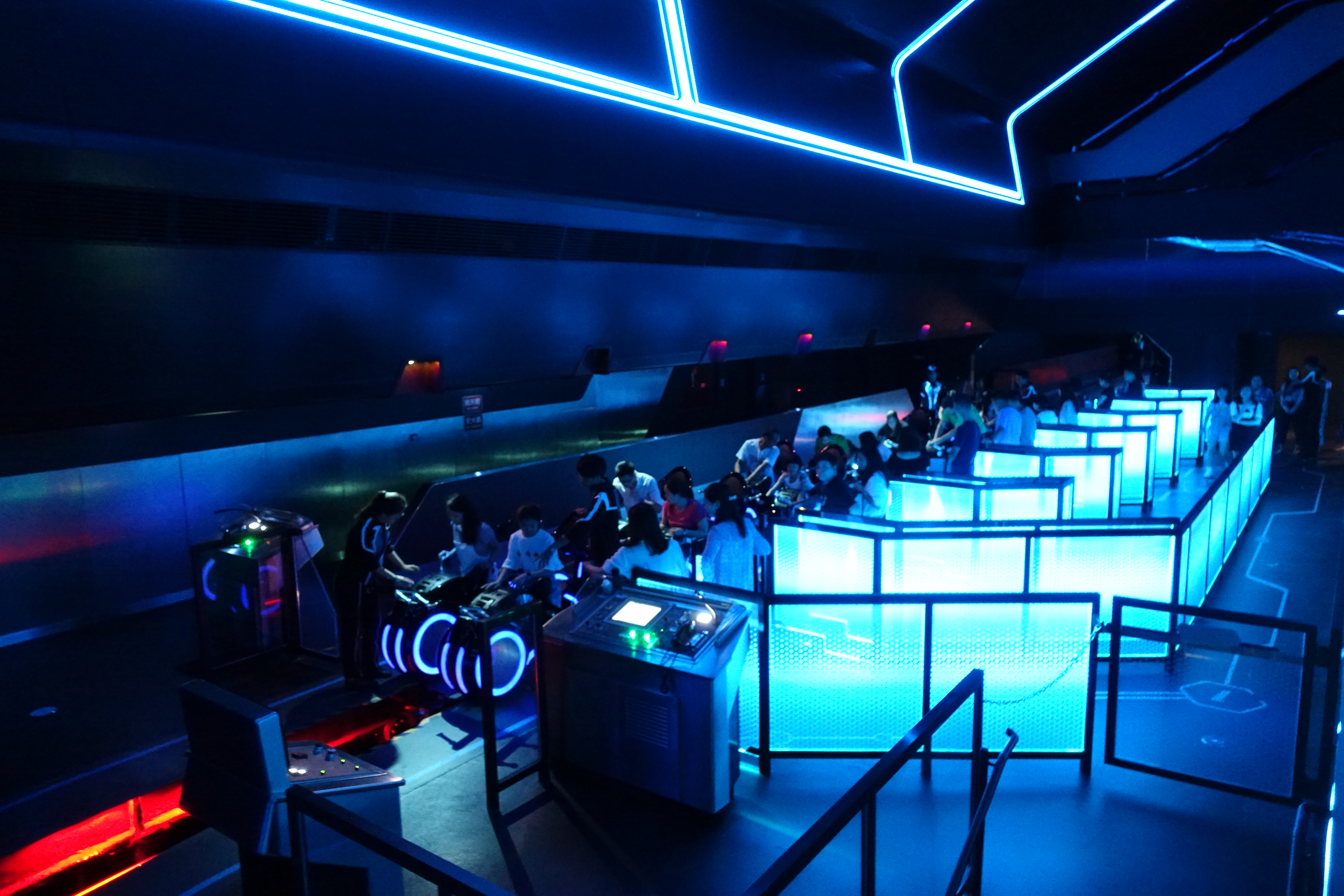
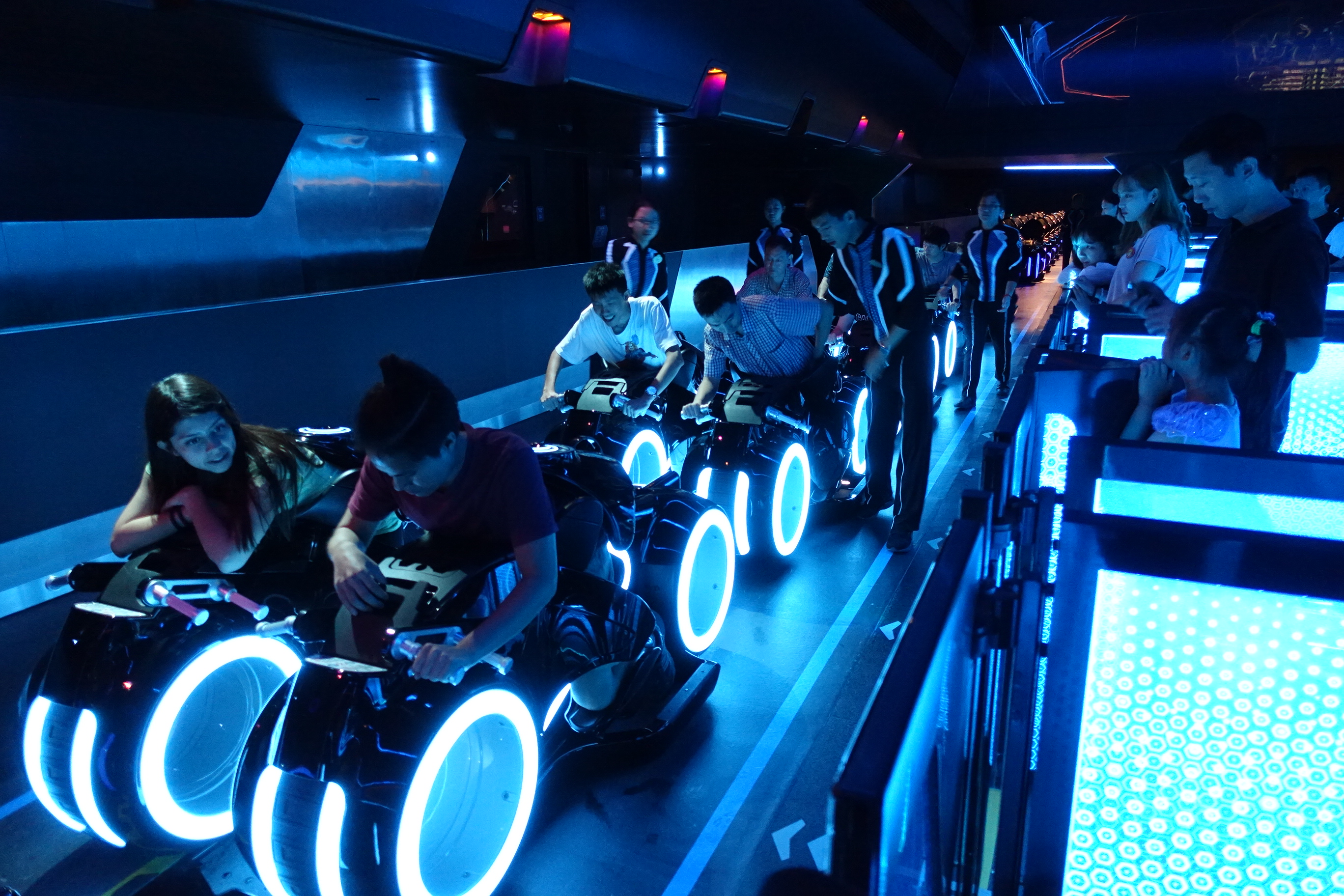
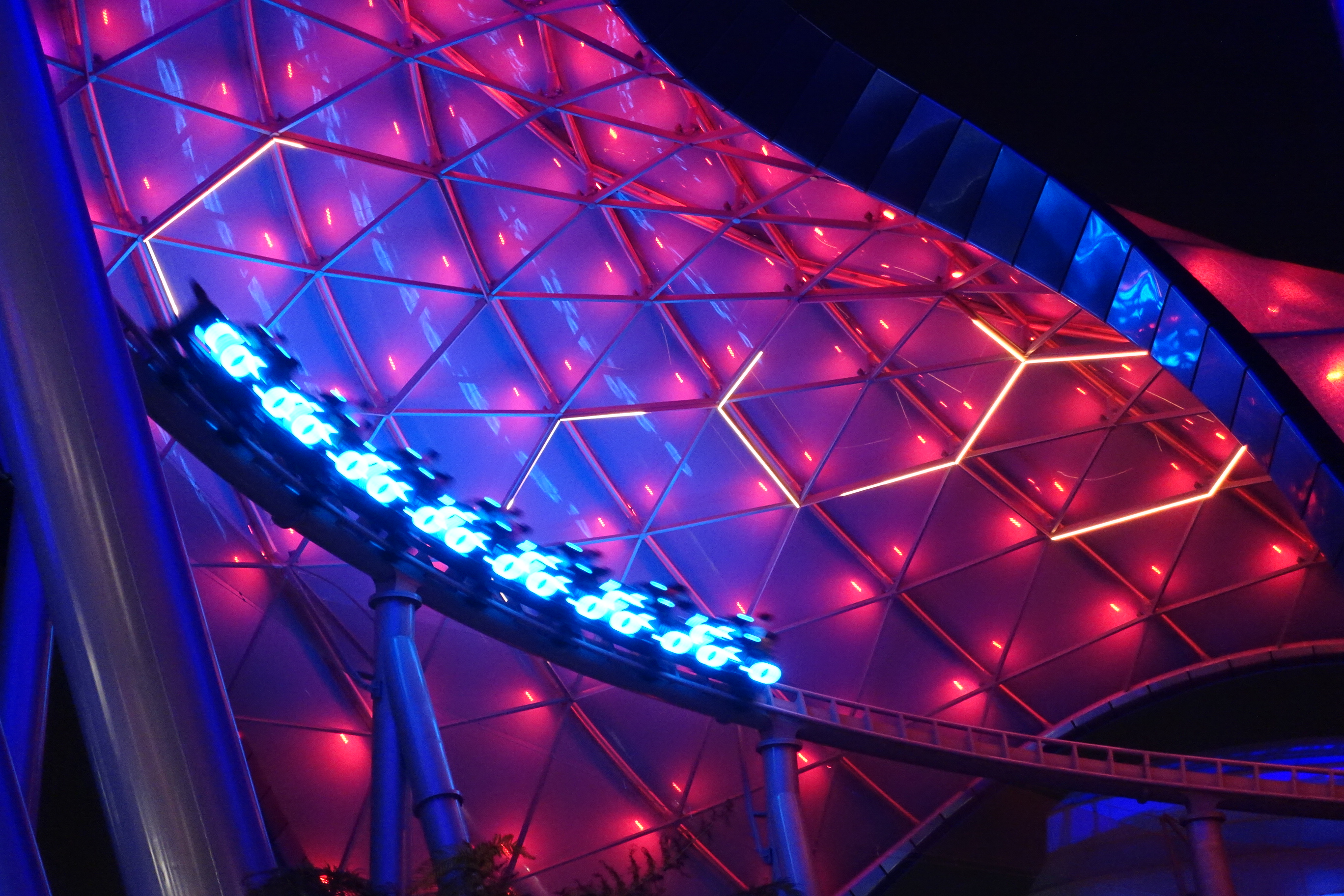
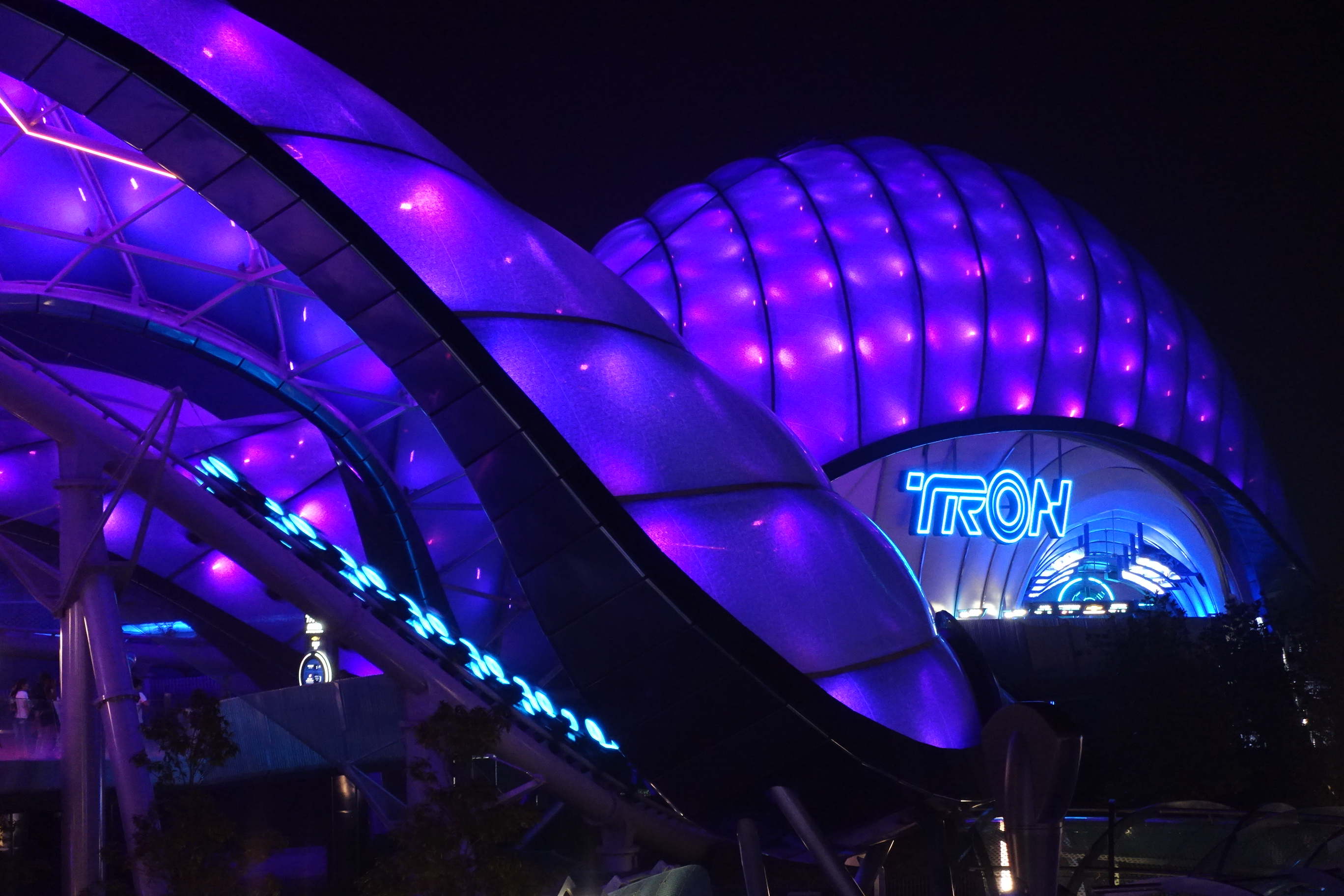